# Melanthiaceae

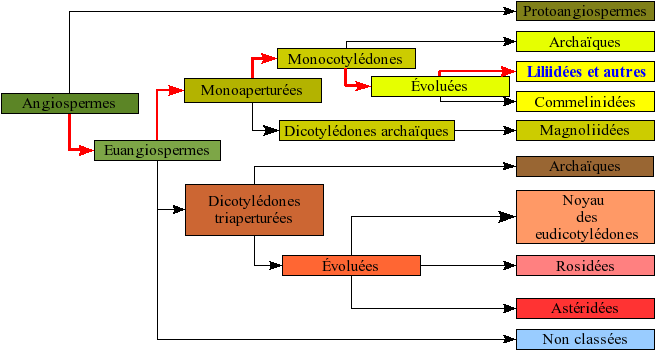
Classificação filogenética (APG).

Melanthiaceae é uma família de plantas da ordem Liliales que inclui  170 espécies distribuídas em 16 gêneros. Na classificação clássica, pertenciam à família das Liliaceae.

## Gêneros
Amianthium; Chamaelirium; Chionographis, Daiswa; Helonias; Heloniopsis; Kinugasa; Melanthium; Paris; Schoenocaulon; Stenanthium; Trillium (50 spp.); Veratrum (50 spp.); Xerophyllum; Ypsilandra; Zigadenus.